# Valentin Roberge
Valentin Sebastien Roger Roberge (Montreuil, 9 giugno 1987) è un calciatore francese naturalizzato cipriota, difensore dell'AEK Larnaca e della nazionale cipriota.

## Carriera

### Club
Dopo aver giocato per due stagioni nelle serie minori francesi dal 2008 al 2010 ha giocato nell'Aris Salonicco, con cui ha collezionato complessivamente 25 presenze nella massima serie greca; è poi passato ai portoghesi del Maritimo, con cui ha segnato 2 gol in 77 presenze nella massima serie lusitana. Dall'estate del 2013 gioca nel Sunderland, squadra di Premier League; viene poi ceduto in prestito al Reims, con cui gioca in Ligue 1. Nell'estate del 2016 si trasferisce all'Apollon Limassol, squadra della prima divisione di Cipro.

### Nazionale
Nel settembre 2022 diventa cittadino cipriota, esordendo con la nazionale il 24 settembre 2022 contro la Grecia in Nations League (partita vinta 1-0). Tre giorni dopo realizza il suo primo gol per Cipro nella sconfitta per 5-1 (sempre in Nations League) contro il Kosovo.

## Statistiche

### Cronologia presenze e reti in nazionale
| Cronologia completa delle presenze e delle reti in nazionale ― Cipro | Cronologia completa delle presenze e delle reti in nazionale ― Cipro | Cronologia completa delle presenze e delle reti in nazionale ― Cipro | Cronologia completa delle presenze e delle reti in nazionale ― Cipro | Cronologia completa delle presenze e delle reti in nazionale ― Cipro | Cronologia completa delle presenze e delle reti in nazionale ― Cipro | Cronologia completa delle presenze e delle reti in nazionale ― Cipro | Cronologia completa delle presenze e delle reti in nazionale ― Cipro |
| Data                                                                 | Città                                                                | In casa                                                              | Risultato                                                            | Ospiti                                                               | Competizione                                                         | Reti                                                                 | Note                                                                 |
| -------------------------------------------------------------------- | -------------------------------------------------------------------- | -------------------------------------------------------------------- | -------------------------------------------------------------------- | -------------------------------------------------------------------- | -------------------------------------------------------------------- | -------------------------------------------------------------------- | -------------------------------------------------------------------- |
| 24-9-2022                                                            | Larnaca                                                              | Cipro                                                                | 1 – 0                                                                | Grecia                                                               | UEFA Nations League 2022-2023 - 1º turno                             | -                                                                    |                                                                      |
| 27-9-2022                                                            | Pristina                                                             | Kosovo                                                               | 5 – 1                                                                | Cipro                                                                | UEFA Nations League 2022-2023 - 1º turno                             | 1                                                                    |                                                                      |
| 25-3-2023                                                            | Glasgow                                                              | Scozia                                                               | 3 – 0                                                                | Cipro                                                                | Qual. Euro 2024                                                      | -                                                                    |                                                                      |
| 28-3-2023                                                            | Erevan                                                               | Armenia                                                              | 2 – 2                                                                | Cipro                                                                | Amichevole                                                           | -                                                                    | 46’                                                                  |
| 8-9-2023                                                             | Larnaca                                                              | Cipro                                                                | 0 – 3                                                                | Scozia                                                               | Qual. Euro 2024                                                      | -                                                                    |                                                                      |
| Totale                                                               |                                                                      | Presenze                                                             | 5                                                                    |                                                                      | Reti                                                                 | 1                                                                    |                                                                      |

## Palmarès

### Club

#### Competizioni nazionali
- Campionato cipriota: 1

Apollōn Limassol: 2021-2022
- Coppa di Cipro: 2

Apollōn Limassol: 2016-2017
AEK Larnaca: 2024-2025
- Supercoppa di Cipro: 3

Apollōn Limassol: 2016, 2017, 2022